# Jabalón
El Jabalón es un río del centro de España, el principal afluente de la margen izquierda del Guadiana. Este curso de agua, que nace en el lugar denominado «Los Ojos», a 5 km de la localidad de Montiel en dirección a la carretera de Villanueva de la Fuente, discurre 161 km por la provincia de Ciudad Real, en dirección este-oeste, y desemboca en el Guadiana cerca de Corral de Calatrava tras tomar dirección norte.

## Toponimia
El origen de su nombre es discutido, aunque lo más probable es que proceda de la palabra árabe Jabal o Yabal, que significa «monte». Otra teoría afirma que es de origen más antiguo, un hidrónimo del antiguo europeo del mismo origen que el étimo antiguo del río Amarguillo savu contenido en el topónimo Consaburum, Consuegra, un lugar próximo, por otra parte. Sus márgenes han servido para el asentamiento de núcleos de población y zonas habitadas desde la prehistoria, Edad del Bronce, pueblos prerromanos (oretanos), núcleos o villas romanas, visigodos y árabes, hasta las poblaciones actuales.

## Geografía
Discurre por el Campo de Montiel, zona geológicamente de baja permeabilidad por sus características arcillas triásicas, y a partir de Valdepeñas pasa al Campo de Calatrava sobre materiales terciarios y cuaternarios, de origen aluvial.
Su caudal no es regular, ni suele ser abundante por la escasa pluviosidad de la zona: presenta importantes estiajes, con cauce seco o escaso, debido al hecho de servir de recogidas de aguas residuales de las poblaciones por donde pasa. Esto fue el pretexto para la formación de la mancomunidad del río Jabalón (Manserja) para la depuración y el tratamiento de aguas y basuras de los municipios que la forman.

## Capacidad de embalse
- Embalse de La Cabezuela.

Superficie 565 ha
Términos municipales Valdepeñas y Torre de Juan Abad.
Pertenencia Dominio Público Hidráulico.
Capacidad 41 hm³
Altitud 763 m s. n. m.
- Embalse de La Vega del Jabalón.

Superficie 629 ha
Términos municipales Calzada de Calatrava y Granátula de Calatrava
Pertenencia Dominio Público Hidráulico.
Capacidad 33,4 hm³
Altitud 639 m s. n. m.